# Danilo Cataldi
Pour les articles homonymes, voir Cataldi.
Danilo Cataldi est un footballeur italien né le 6 août 1994 à Rome. Il évolue au poste de milieu à la Lazio Rome.

## Biographie

### Carrière internationale
Avec la sélection italienne, il participe au championnat d'Europe espoirs 2015 organisé en Tchéquie.
Il est convoqué pour la première fois en équipe d'Italie par le sélectionneur national Giampiero Ventura, pour un match amical contre Saint-Marin le 31 mai 2017. Lors de ce match, il entre à la 46e minute de la rencontre, à la place de Roberto Gagliardini. La rencontre se solde par une victoire 8-0.

## Palmarès
- Vainqueur de la Supercoupe d'Italie de football 2019 avec la Lazio